# 新封神演義・楊戩
『新封神演義・楊戩』（しんほうしんえんぎ・ようせん、中国語：新神榜：杨戬、英語：New Gods: Yang Jian）は、明代の小説『封神演義』の登場人物楊戩に基づく、2022年の中国の3Dアニメーションファンタジーアクション映画。
「新封神演義（新神榜）」シリーズの第2作目。監督は趙霽、脚本は沐川、制作は追光動画。物語は封神の戦から1500年後、賞金稼ぎの楊戩が甥の沈香を探す旅に出るもの。中国では2022年8月19日に公開された。
日本では2023年1月に『新封神演義・楊戩』の邦題で字幕版が劇場公開。また2025年3月21日に、ブシロードムーブ制作の日本語吹き替え版が『ヨウゼン』の邦題で劇場公開された。

## あらすじ
かつての大国の戦乱の末、仙人たちは力が弱まり落ちぶれた暮らしをしていた。楊戩（ようせん）もその一人で、懸賞金目当ての生活をしている。ある日、楊戩は偶然にも自分の甥である沈香に出会う。沈香は母を救うため、秘宝の「宝蓮灯」を探していた。それを知った楊戩の行動は…。

## 声優
- 楊戩（ヨウゼン） - 王凱（ワン・カイ）／日本語吹き替え: 佐野晶哉（Aぇ! group）[1][7]
- 沈香（ジンコウ） - 李蘭陵（リー・ランリン）／日本語吹き替え: 増田俊樹[1][7]
- 婉羅（エンラ） - 季冠霖（ジー・グアンリン）／日本語吹き替え: 沢城みゆき[1][7]
- 申公豹（シンコウヒョウ） - 趙毅（チャオ・イー）／日本語吹き替え: 津田健次郎[1][7]
- 哮天犬（コウテンケン） - 劉校妤／日本語吹き替え: 夏絵ココ[1][7]
- 玉鼎真人 - 李立宏（リー・リーホン）／日本語吹き替え: 島田敏[7]
- 魔礼青 - 孟宇／日本語吹き替え: 斉藤次郎[7]
- 魔礼紅 - 趙銘洲／日本語吹き替え: 松田健一郎[7]
- 魔礼海 - 楊默／日本語吹き替え: 三宅健太[7]
- 魔礼寿 - 李楠／日本語吹き替え: 橘潤二[7]
- ヒョウタンの少年 - 星潮（シンチャオ）
- 賭場の説話猿 - 楊天翔（ヤン・テンチャン）

## 主題歌
- 主題歌「灯火千万」、歌：檀健次（Tan Jianci）、MVは2022年8月16日公開[8]。
- 日本版主題歌 - 「ROCK'NPOP」Aぇ! group（Universal Music）　作詞：川島亮祐　作曲・編曲：サクマリョウ　ストリングスアレンジ：雨宮麻未子/宮本將行

## 公開時期
当初2022年7月に中国での公開が予定されていたが延期になり、同年8月19日に公開された。
日本では中国映画を上映するイベント「電影祭」によって2022年12月21日から上映。上映期間終了後、2023年1月20日からは拡大上映が行われた。2025年3月21日からはブシロードムーブ制作の日本語吹き替え版が『ヨウゼン』の邦題で劇場公開された。